# San Giustino
San Giustino – miejscowość i gmina we Włoszech, w regionie Umbria, w prowincji Perugia.
W roku 2018 gmina była zamieszkiwana przez 11213 osób.

## Geografia
San Giustino jest położone w północnej części Umbrii, na granicy z Toskanią i Marche. Graniczy z gminami: Borgo Pace (Prowincja Pesaro i Urbino), Citerna, Città di Castello, Mercatello sul Metauro (Prowincja Pesaro i Urbino) i Sansepolcro (Prowincja Arezzo).

## Miasta partnerskie
- Prudnik, Polska